# 维耶勒纳沃达尔泰兹
维耶勒纳沃-达尔泰兹（法語：Viellenave-d'Arthez，法語發音：[vjɛlnav daʁtɛz]）是法国大西洋比利牛斯省的一个市镇，属于波城区。

## 地理
维耶勒纳沃-达尔泰兹（43°24'34"N, 0°28'52"W）面积3.92 平方千米，位于法国新阿基坦大区大西洋比利牛斯省，该省份为法国东南部省份，涵盖了贝阿恩与北巴斯克，西临大西洋比斯開灣，北至朗德省，东北接热尔省，东临上比利牛斯省，南与西班牙接壤。
与维耶勒纳沃-达尔泰兹接壤的市镇（或旧市镇、城区）包括：布加尔贝、塞斯科、马兹罗勒、莫马斯、于赞。
维耶勒纳沃-达尔泰兹的时区为UTC+01:00、UTC+02:00（夏令时）。

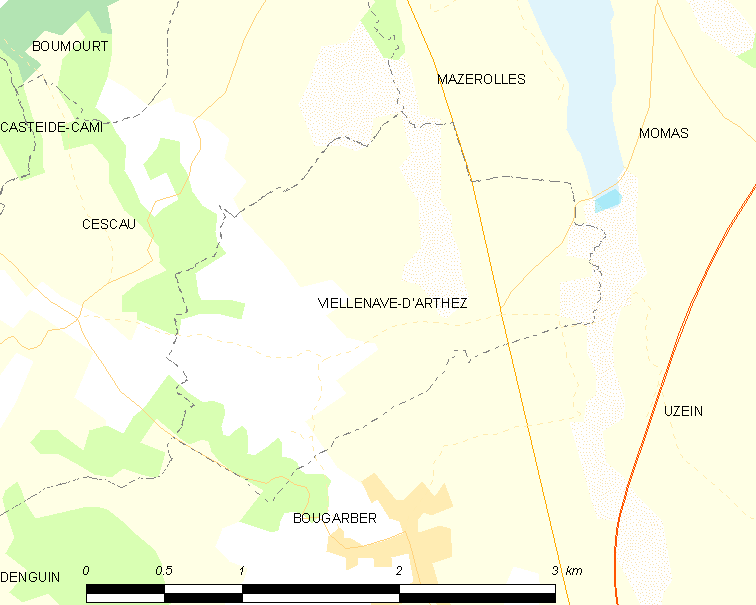
维耶勒纳沃-达尔泰兹的OSM定位图

## 行政
维耶勒纳沃-达尔泰兹的邮政编码为64170，INSEE市镇编码为64554。

## 政治
维耶勒纳沃-达尔泰兹所属的省级选区为阿尔蒂克斯和苏贝斯特尔地区县。

## 人口

1962-2008年间维耶勒纳沃-达尔泰兹人口变化图示

维耶勒纳沃-达尔泰兹于2022年1月1日时的人口数量为227人。